# Ormholet
Ormholet est un court détroit norvégien situé au Svalbard et qui sépare les îles de Kükenthaløya et Barentsøya.
Les deux passages, Ormholet et Heleysundet, sont les deux seules connexions entre la partie intérieure du Storfjorden, Ginevrabotnen, et Olgastretet. La zone est caractérisée par de forts courants de marée, qui peuvent changer rapidement et mesurés jusqu'à dix nœuds (18 km/h).
En filant vers l'est d'Ormholet on trouve d'abord les îlots Ormholmane puis l'île d'Alekseevøya. Le détroit n'est pas navigable pour les grands navires.